# Борнаско
Борна̀ско (на италиански: Bornasco, на местен диалект: Burnasc, Бурнаск) е малко градче и община в Северна Италия, провинция Павия, регион Ломбардия. Разположено е на 85 m надморска височина. Населението на общината е 2677 души (към 2017 г.).